# Kotalompola
Kotalompola eller Kotalompolo är en sjö i Finland. Den ligger i kommunen Enare i landskapet Lappland, i den norra delen av landet, 1 000 km norr om huvudstaden Helsingfors. Kotalompola ligger 143,4 meter över havet. Arean är 57,8 hektar och strandlinjen är 4,24 kilometer lång. Sjön  ingår i Pasvik älvs huvudavrinningsområde. 